# Польско-шведская война (1621—1626)
Польско-шведская война 1621—1626 годов была продолжением польско-шведской войны 1617—1618 годов и являла собой попытку Швеции использовать положение Речи Посполитой, которая была втянута в войну с Османской империей.

## Предыстория
Шведский король Густав II Адольф был сыном и наследником Карла IX, которого польский король Сигизмунд III считал узурпатором трона, по праву принадлежавшего ему самому. У Сигизмунда III были сторонники в самой Швеции, поэтому для укрепления своего положения Густаву II Адольфу необходимо было заставить его отказаться от претензий на шведскую корону. Из-за непримиримой позиции короля Речи Посполитой, единственным способом достижения этой цели являлась война. Боевые действия в 1617 году показали, что шведская армия уступает армии Речи Посполитой, которая, несмотря на занятость на других фронтах, сумела небольшими силами сдержать шведское наступление. После заключения в 1618 году перемирия Густав II Адольф и риксканцлер Аксель Оксеншерна провели военные реформы, в результате которых шведская армия увеличила свою огневую мощью и приобрела высокую мобильность. Воспользовавшись войной Речь Посполитой с Османской империей, шведский король решает возобновить боевые действия.

## Ход событий

### 1621—1622 годы

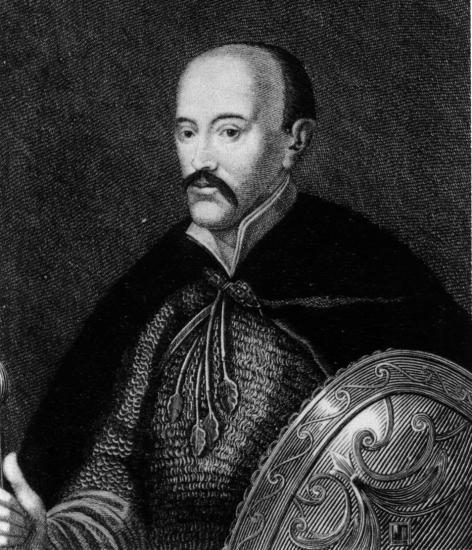
Александр Гонсевский

19 августа 1621 года шведская армия, состоявшая из 15,3 тысяч пехоты, 2,5 тысяч кавалерии и 375 орудий, высадилась под Пернау. Оттуда Густав Адольф выступил на Ригу и 21 августа осадил её. Ригу защищал гарнизон из 900 солдат и 3,7 тысяч ополченцев, кроме того, город обладал большим количеством артиллерии. Однако гетман польный литовский Христофор Радзивилл имел в своём распоряжении всего 1,5 тысяч солдат, и не мог прийти на помощь городу. После месячной осады, отбив три штурма, 25 сентября Рига капитулировала. 2 октября пала расположенная неподалёку крепость Дюнамюнде, которую оборонял незначительный гарнизон.
После этого шведские войска, из опасения перед атаками литовской кавалерии двигавшиеся через леса и болота, вступили в вассальное Речи Посполитой герцогство Курляндия и Семигалия. Столица герцогства Митава сдалась без боя. Попытка выдвижения в сторону Кокенгаузена не увенчалась успехом, высланный в его направлении отряд 28 ноября был разбит Александром Гонсевским под Кроппенхофом. В начале января 1622 года шведы взяли Вольмар и другие ливонские замки, где расположились на зимние квартиры.
Тем временем численность войск Радзивилла увеличилась до 3 тысяч человек, и он смог блокировать большинство шведских гарнизонов, которые начали страдать от голода и болезней. Уже 7 января Радзивилл освободил Митаву, однако из-за отсутствия артиллерии не смог взять укреплённого замка, блокированный гарнизон которого 6 июля капитулировал. Главные силы Густава Адольфа прибыли лишь полмесяца спустя, когда литовские войска уже сами успели укрепиться вокруг замка. Многочисленные позиционные бои не принесли успеха шведам. 10 августа 1622 года в Митаве обе стороны заключили перемирие, 11 мая 1623 года продлили его до марта 1625 года.

### Перерыв в боевых действиях

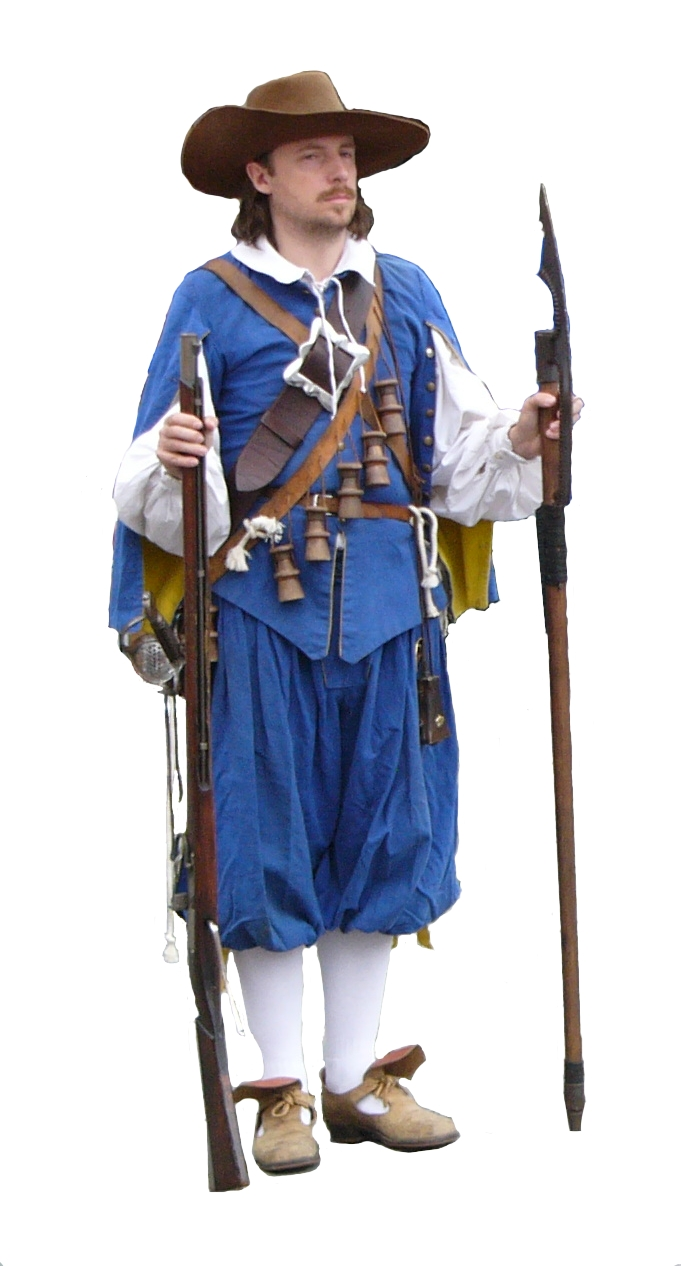
Шведский мушкетёр из полка Альтблау, сформированного в 1624 году в Ливонии. Историческая реконструкция

Шведы запросили перемирия из-за больших финансовых затруднений: на боевые действия в 1621—1622 годах было потрачено 1 миллион 397 тысяч талеров, в то время как доходы казны составляли 520 тысяч талеров. По окончании войны с Османской империей Речь Посполитая обладала боеспособной армией, и поэтому заключённое Великим княжеством Литовским перемирие вызвало недовольство Сигизмунда III, рассчитывавшего с помощью испанского флота перебросить эту армию в Швецию и вернуть себе шведский трон. Однако шляхта считала, что король должен согласиться на условия Густава II Адольфа и отказаться от претензий на шведский престол в обмен на мир в Задвинском герцогстве. Главой шляхетской оппозиции были гетман польный литовский Христофор Радзивилл и коронный великий конюший Кшиштоф Збаражский.
Надеясь на помощь Габсбургов, Сигизмунд III занялся подготовкой похода в Швецию. Пуцкий староста Ян Вейхер, на собственные средства Сигизмунда III, занялся организацией флота. В 1624—1626 годах было построено 7 судов водоизмещением 200—400 тонн; команды на них набирали из кашубских рыбаков, а морскую пехоту — из англичан, наём которых начался ещё в 1621 году. Но крупнейший польский портовый город Гданьск, под давлением Швеции, отказался предоставить свой порт в распоряжение польских военных кораблей.

### 1625—1626 годы
Ещё во время перемирия Густав II Адольф пытался договориться с Россией и Османской империей о совместных действиях против Речи Посполитой. К моменту возобновления боевых действий он находился в Ливонии с 20-тысячной армией. Главные корпус во главе с королём, насчитывавший 7,5 тысяч пехотинцев и 1,5 тысяч кавалеристов, двинулся вверх по Западной Двине, и после 16-дневной осады 17 июля взял Кокенгаузен. 27 августа фельдмаршал Якоб Делагарди взял Дерпт. После шведы вступили на территорию Великого княжества Литовского и 7 сентября взяли Биржи и установили контроль над  Двиной, в результате чего северные территории Речи Посполитой оказались отрезанными от остальной страны. В Биржайском замке шведы захватили 60 орудий. 23 сентября они взяли  Митаву. 27 сентября был взят штурмом Бауск.

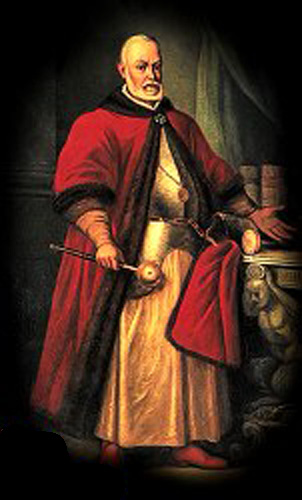
Великий гетман литовский Лев Сапега

Положение Речи Посполитой осложнялось враждой между гетманом польным литовским Христофором Радзивиллом и гетманом великим литовским Львом Сапегой: дело дошло до того, что их и без того немногочисленные войска воевали отдельно друг от друга. В октябре Радзивилл отбил несколько замков, а Сапега отразил шведскую атаку на Динабург. 12 октября Александр Гонсевский  одержал победу в бою под Листенхоффом. Затем Радзивилл занялся обороной Курляндии, отправив Госевского организовывать партизанскую войну на захваченных шведами территориях Ливонии, а силы великого гетмана литовского, которыми командовал его сын Ян Станислав, стали в Вальгофе, между Кокенгаузеном и Бауском. Густав II Адольф решил воспользоваться разделением литовских войск, и разгромить их крупнейшую группировку. 13 января 1626 года он собрал войска в Берзоне и выступил через Кокенгаузен на Вальгоф. 17 января под Вальгофом впервые в истории шведская армия в полевом сражении разгромила войска Речи Посполитой. После этого поражения литовское войско отступило и перешло к партизанской войне. Шведы также прекратили активные действия, сосредоточившись на обороне захваченной территории.
Укрепившись в Ливонии, Густав Адольф решил перенести боевые действия в Герцогскую и Королевскую Пруссию. Швеция подписала с Литвой перемирие до 16 июня 1626 года.